# Turkisk oxtunga
Turkisk oxtunga (Cynoglottis barrelieri) är en strävbladig växtart. Turkisk oxtunga ingår i släktet turkoxtungor, och familjen strävbladiga växter.

## Underarter
Arten delas in i följande underarter:
- C. b. barrelieri
- C. b. longisepala

## Bildgalleri

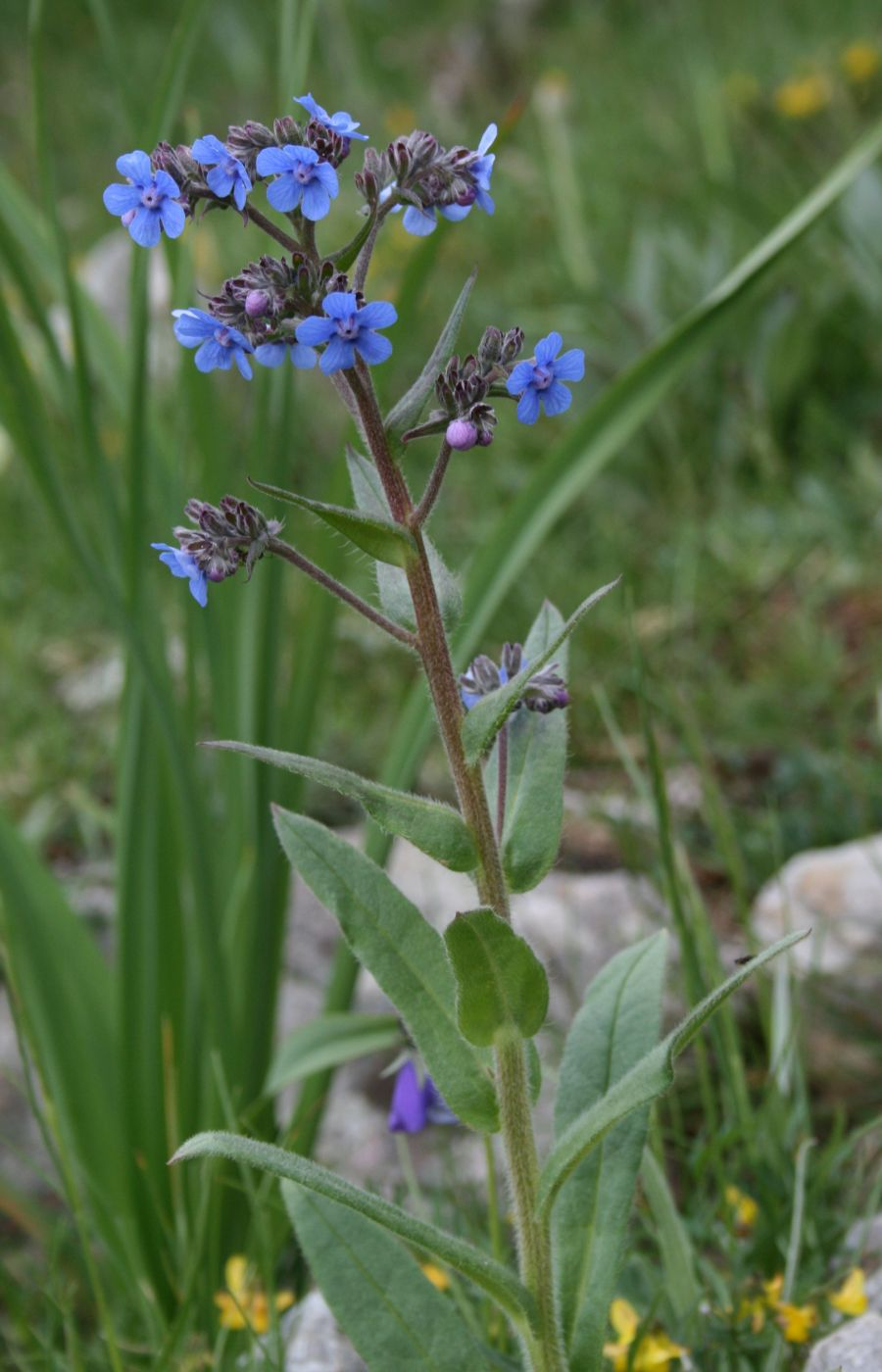